# Coșcalia, Căușeni
Coșcalia este un sat din raionul Căușeni, Republica Moldova. Până în 2011, făcea parte din comuna cu același nume.

## Istorie
Dicționarul Geografic al Basarabiei de Zamfir Arbore, 1904:
Coșcalîea, sau Cașcalia, sat, în jud. Bender, volostea Căinări, așezat în valea cu același nume, la N.-E. de stația Căinări de pe c. f. Bender-Reni. Dealul dinspre răsărit are o înălțime de 82 stânj. deasupra n. m. Are 224 case, cu o populațiune de 1318 suflete.

## Demografie

### Structura etnică
Structura etnică a satului Coșcalia conform recensământului populației din 2004:
| Grup etnic                                               | Populație | % Procentaj  |
| -------------------------------------------------------- | --------- | ------------ |
| Băștinași declarați Moldoveni Băștinași declarați Români | 2150 49   | 96,72% 2,20% |
| Ruși                                                     | 11        | 0,49%        |
| Ucraineni                                                | 9         | 0,40%        |
| Bulgari                                                  | 2         | 0,09%        |
| Alții                                                    | 2         | 0,09%        |
| Total                                                    | 2223      |              |